# 로버트 레담
로버트 레담 (Robert Letham; 1947년 11월 15일) 은 기존의 웨일즈 복음주의 신학교였지만 현재 이름이 바뀐 유니온 신학교에서 조직신학과 역사신학을 가르치는 교수이다. 웨스트민스터 신학교의 조교수도 겸직하고 있다.
리고니어 미니스트리즈의 방문 교수로도 활약하고 있다.

## 저서
- The Westminster Assembly : Reading Its Theology in Historical Context.
- The Holy Trinity: In Scripture, History, Theology, and Worship, Revised and Expanded (2019)
- 예수님과의 연합

## 같이 보기
- 싱클레어 퍼거슨
- 조웰 비키
- 이승구